# Stanley (Észak-Karolina)
Stanley város az USA Észak-Karolina államában, Gaston megyében. Lakosainak száma 3963 fő (2020. április 1.).

## Népesség
A település népességének változása:

| 2010 | 3 556 |
| 2020 | 3 963 |